# Cinachyrella robusta
Cinachyrella robusta är en svampdjursart som först beskrevs av Carter 1887.  Cinachyrella robusta ingår i släktet Cinachyrella och familjen Tetillidae.
Artens utbredningsområde är havet utanför Myanmar. Inga underarter finns listade i Catalogue of Life.